# Bekim Babić
Bekim Babić (* 1. Januar 1975 in Sarajevo) ist ein ehemaliger bosnisch-jugoslawischer Skilangläufer.
Babić nahm bei den Olympischen Winterspielen 1992 in Albertville an drei Rennen teil. Dabei belegte er den 101. Platz über 10 km klassisch, den 89. Rang in der Verfolgung und den 82. Platz über 30 km klassisch. Zwei Jahre später kam er bei den Olympischen Winterspielen in Lillehammer auf den 84. Platz über 10 km klassisch und auf den 74. Rang in der Verfolgung.